# Добужа (Гомельская область)
Добу́жа (бел. Дабу́жа) — посёлок в Речицком районе Гомельской области Белоруссии. В составе Комсомольского сельсовета.

## География

### Расположение
В 59 км на северо-запад от районного центра и железнодорожной станции Речица (на линии Гомель — Калинковичи), 109 км от Гомеля.

### Гидрография
На севере озеро Добужское.

## Транспортная сеть
Транспортные связи по просёлочной, затем автомобильной дороге Светлогорск — Речица. Деревянные крестьянские усадьбы расположены вдоль просёлочной дороги.

## История
Основан во 2-й половине XIX века. переселенцами из соседних деревень. В 1879 году обозначен в Сведском церковном приходе. Согласно переписи 1897 года рядом находился одноимённый фольварк. В 1908 году в Горвальской волости Речицкого уезда Минской губернии. В 1931 году организован колхоз. Во время Великой Отечественной войны в июне 1943 года оккупанты полностью сожгли посёлок. 4 жителя погибли на фронте. Согласно переписи 1959 года в составе совхоза «Комсомольский» (центр — деревня Комсомольск).

## Население

### Численность
- 2004 год — 4 хозяйства, 6 жителей.

### Динамика
- 1897 год — 2 двора, 11 жителей (согласно переписи).
- 1908 год — 3 двора, 17 жителей.
- 1930 год — 7 дворов, 37 жителей.
- 1959 год — 63 жителя (согласно переписи).
- 2004 год — 4 хозяйства, 6 жителей.